# 屈足ダム
屈足ダム（くったりダム）は、北海道十勝総合振興局管内上川郡新得町の一級河川十勝川本流上流部に建設されたダムである。
電源開発株式会社（J-POWER）と国土交通省北海道開発局農業水産部が共同管理する多目的ダムで、高さ27.5メートルの中央遮水壁（センターコア）型ロックフィルダム。十勝川本流では最も新しいダムであり、下流に所在する熊牛発電所とともにダムとしては史上初となる建築・環境デザイン部門のグッドデザイン賞を受賞している。利用目的別貯水容量は発電690,000㎥、かんがい154,000㎥となっており、ダム下流の2つの発電所において最大1万5,870キロワットの水力発電を行う。ダムによって形成された人造湖はくったり湖（くったりこ）と命名されている。

## 沿革
- 1984年（昭和59年）着工[1]
- 1987年（昭和62年）熊牛発電所（ダム水路式）営業運転開始[2]
- 1995年（平成07年）竣工[1]
- 1995年（平成07年）1994年度グッドデザイン賞(建築・環境デザイン部門)を受賞[3][4]
- 2015年（平成27年）くったり発電所（ダム式（河川維持流量利用））営業運転開始[5]

## 周辺
- くったり温泉レイク・イン[6]
- 北海道電力北新得変電所
- 北海道道718号忠別清水線